# Jyamirgadhi
Jyamirgadhi (nep. ज्यामीरगढी) – gaun wikas samiti we wschodniej części Nepalu w strefie Meći w dystrykcie Jhapa. Według nepalskiego spisu powszechnego z 2001 roku liczył on 1609 gospodarstw domowych i 8543 mieszkańców (4233 kobiet i 4310 mężczyzn).